# 墨西哥英雄大混戰
《墨西哥英雄大混戰》（又译作）是一款由DrinkBox Studios製作的類銀河戰士惡魔城遊戲，2013年4月9日於PlayStation 3與PlayStation Vita平台發售，同年8月於Windows發售，之後又陸續在MacOS、Linux、PlayStation 4、Wii U、Xbox 360、Xbox One和任天堂Switch平台推出。本作以墨西哥的傳統文化與民俗為題材，扮演一位墨西哥摔角手，施展拳腳擊退亡靈軍團，以拯救自己的愛人與世界。
續作《墨西哥英雄大混戰2》於2018年8月推出。

## 遊玩方式

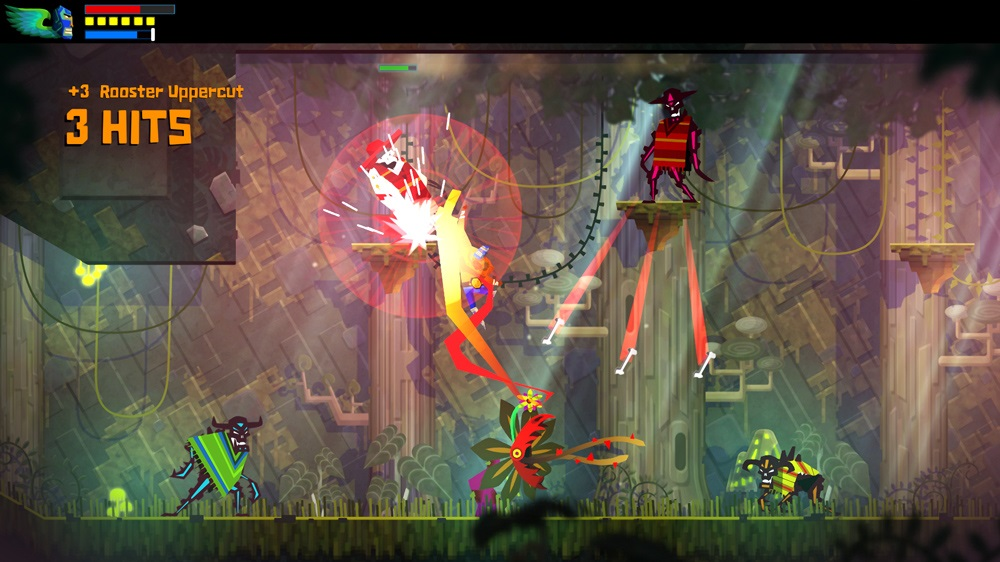
遊戲實際遊玩畫面，主角正施展特殊招式來攻擊上方的敵人

《墨西哥英雄大混戰》是一款融合清版動作與平台要素的2D類銀河戰士惡魔城遊戲。玩家扮演一位名為「胡安」的墨西哥摔角選手，施展格鬥技巧擊敗各種怪物，在廣大的地圖中自由探索。流程中可收集金幣、道具與角色能力升級要素，打怪獲得的金幣可在商店購買新技能與升級要素。此外，主角也能替換不同風格的服裝。
流程中會出現一些「喬佐雕像」（Choozo statues），該雕像源自於《銀河戰士系列》，擊破雕像就能學習到各種新格鬥招式與移動能力，諸如上鉤拳、二段跳、爬牆、變身成一隻雞...等等。
本作支援單機多人遊玩，可以雙人合作過關。第二位玩家操作一位名為「托斯塔達」的女摔跤手，一同進行冒險。

## 故事背景
在墨西哥的一個小鎮，主角「胡安」（Juan）原本是一個樸實的農夫，童年時曾夢想成為一名墨西哥摔角手。在墨西哥亡靈節前夕，他的愛人「露皮塔」（Lupita）突然被一個邪惡的骷髏人「卡拉卡」（Calaca）擄走，胡安試圖前去阻止但不幸被卡拉卡殺害。當胡安甦醒後發覺來到了「死者的世界」，此時一位名為「托斯塔達」（Tostada）的神祕女摔角手給予他一副面具，讓他變身為充滿力量的摔角手，之後他又返回生者的世界。憑藉著摔跤手的神奇力量，胡安開始了戰鬥與冒險的旅程，目的是阻止反派的邪惡計畫，拯救自己的愛人以及這個世界。

## 開發與發行

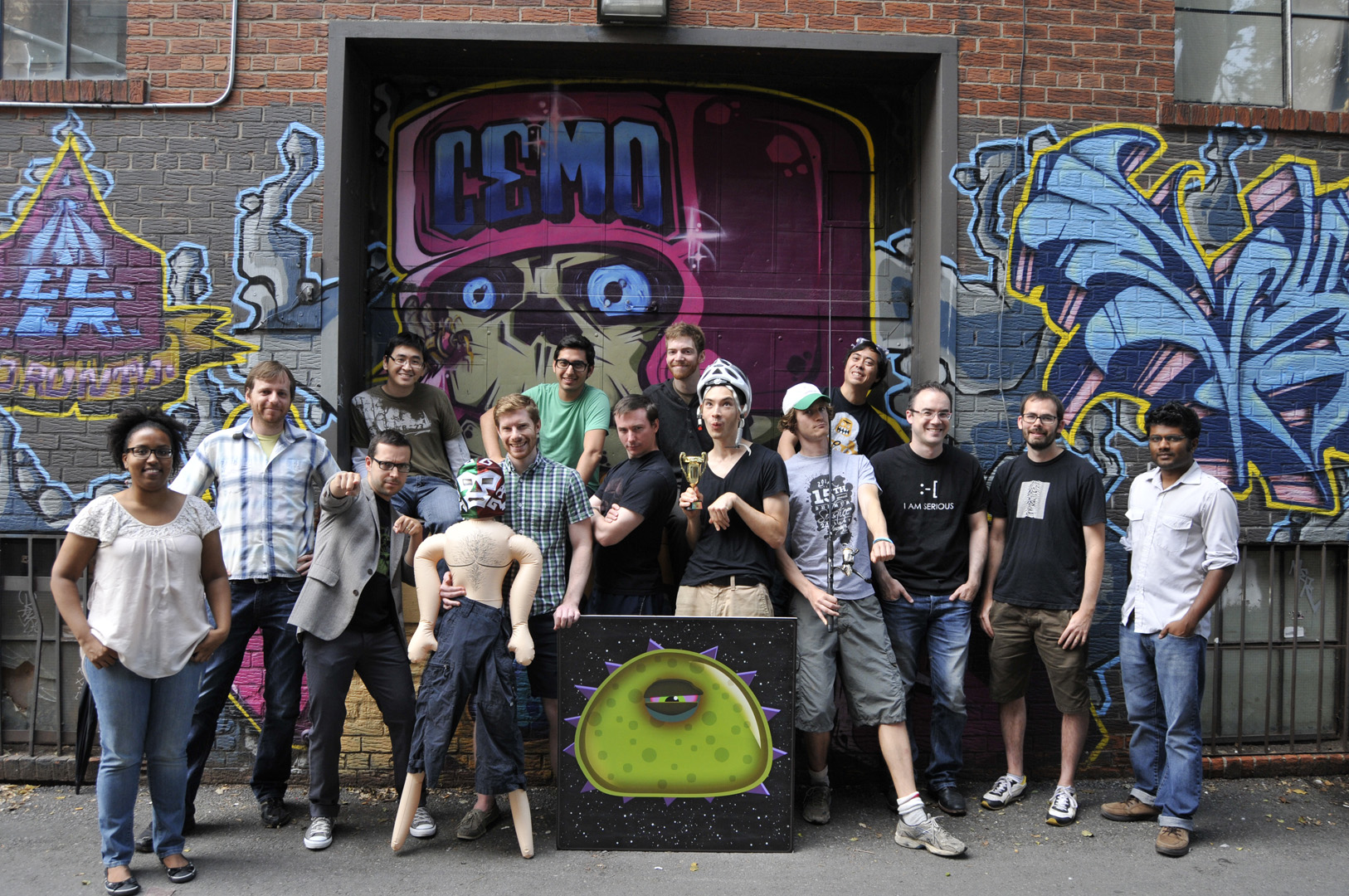
DrinkBox Studios 成員合照

DrinkBox Studios是一間來自於加拿大的工作室，在本作之前曾開發過《Tales from Space: About a Blob》與《Tales from Space: Mutant Blobs Attack》。本作的靈感最初來自於一位員工，該員工是一位墨西哥人，負責處理遊戲角色的動作動畫。他根據自身經歷的墨西哥傳統與民俗構思出本作的原型，雖然其他成員對於墨西哥文化不甚了解，但仍被這些文化所吸引。遊戲支援單機雙人合作模式，但沒有支援多人連線機制，因為DrinkBox認為製作多人連線的成本太高，不如將資金集中於加強單人遊戲體驗。在開發過程中，工作室曾取得來自於政府的加拿大媒體基金補助，另外也獲得索尼的「Pub Fund」贊助，讓遊戲先在PlayStation 3與PlayStation Vita平台限時獨佔發售。
2011年10月18日，DrinkBox Studios公布首部遊戲預告片。2013年4月，遊戲在PlayStation 3與PlayStation Vita平台發售，支援「Cross-buy」購買方式。2013年8月，Windows版透過Steam平台發售，標題改為《墨西哥英雄大混戰 黃金版》（Guacamelee! Gold Edition），該版本包含之前已推出的DLC。2014年2月，推出MacOS與Linux版本。
2014年7月2日，《墨西哥英雄大混戰：超級渦輪冠軍版》（Guacamelee! Super Turbo Championship Edition）在PlayStation 4、Xbox 360、Xbox One、Windows與 Wii U推出，比以往的版本包含了更多額外遊戲關卡、BOSS、主角招式等全新內容。2018年10月8日，該版本在任天堂Switch平台發售。

## 評價
《墨西哥英雄大混戰》在發售後獲得普遍好評，在Metacritic網站上PS3版獲得了84/100的媒體平均分數，PSV版獲得了87/100的分數，其他版本也都獲得不錯的分數。
IGN給予本作9/10的評分。評論者認為遊戲不僅畫風亮眼，在戰鬥系統方面更是獨樹一幟、充滿深度。生死世界的場景切換也是一項特色，可惜在遊戲中期才出現稍嫌太晚，此外遊戲流程也有點太短。不過小缺點都瑕不掩瑜，評論者依然認為本作是PSV平台最優秀的作品之一。

## 客串演出
《墨西哥英雄大混戰》的主角胡安曾作為一名可操作角色出現在另一款遊戲《Hex Heroes》之中。在《Runbow》中，胡安與托斯塔達兩人也成為可操作角色之一。在格鬥遊戲《Brawlout》中，托斯塔達變成可操作角色之一。在還未發售的《Indivisible》中，托斯塔達也預定成為一名可操作角色。

## 外部連結
- 官方网站（英文）
- DrinkBox Studios網站 （页面存档备份，存于）（英文）